# Nadine Aeberhard
Nadine Aeberhard (Urtenen-Schönbühl, 28 de mayo de 2002) es una deportista suiza que compite en ciclismo en la modalidad de BMX. Ganó una medalla de bronce en el Campeonato Europeo de Ciclismo BMX de 2024.

## Palmarés internacional
| Campeonato Europeo | Campeonato Europeo | Campeonato Europeo | Campeonato Europeo |
| Año                | Lugar              | Medalla            | Competición        |
| ------------------ | ------------------ | ------------------ | ------------------ |
| 2024               | Verona (Italia)    | Medalla de bronce  | Carrera            |